# Tempeln

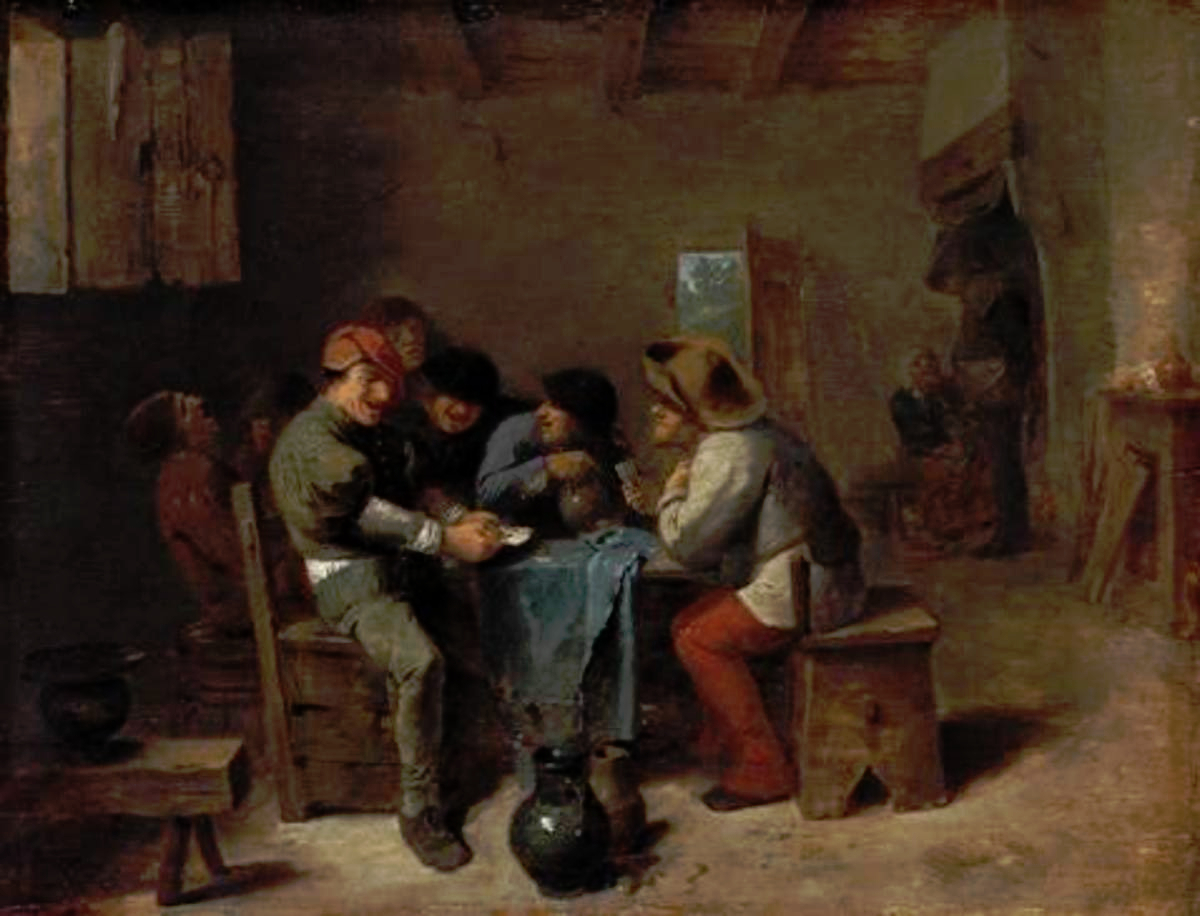
Adriaen Brouwer: Kartenspieler mit Kiebitzen (Gemälde um 1630)

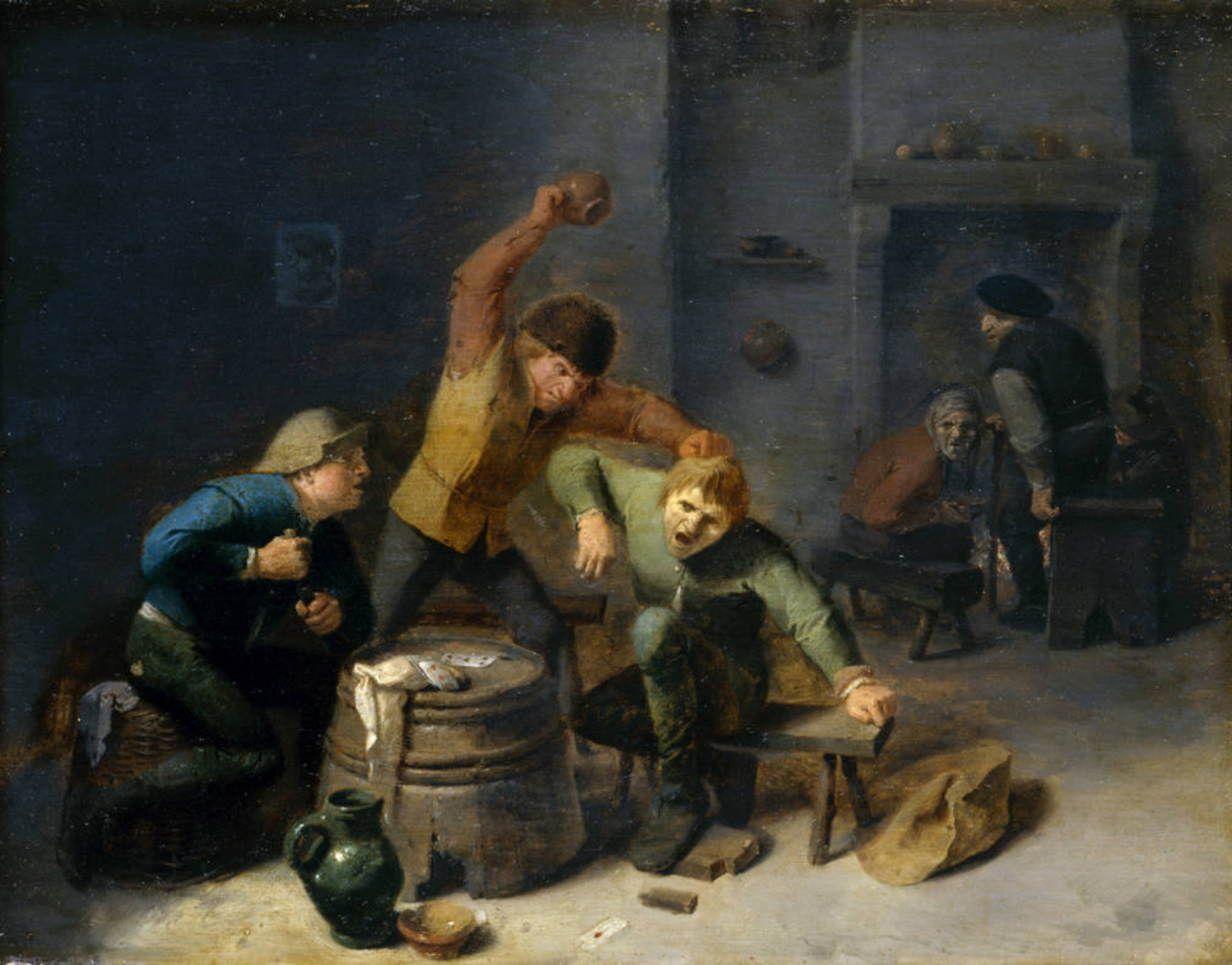
Adriaen Brouwer: Rauferei beim Kartenspiel (Gemälde um 1630)

Tempeln ist ein sehr einfaches Hasardspiel mit Karten, das sich vom Pharo im Grunde nur durch Weglassung der Lappé, Paroli etc. unterscheidet.
Als Einsatzfeld wird mit Kreidestrichen eine tempelartige Figur auf den Tisch gezeichnet, die so viele Felder aufweist, wie verschiedenartige Karten vorhanden sind: Wenn man mit Whistkarten (52er-Blatt) tempelt, so benötigt man dreizehn Felder (für Zwei bis Ass), wird mit Piquetkarten (32er-Blatt) gespielt, so benötigt man acht. Eine Variante mit deutscher Karte und 32er-Blatt war unter den Namen „Süßmilch“ und „Deutsches Pharao“ bekannt.
Der Bankier zieht danach die Karten ab wie beim Pharo. Links gewinnt die Bank, rechts gewinnen die Pointeure.